# Neptunusz (bolygó)
A Neptunusz a Naptól számítva a nyolcadik, legkülső bolygó a Naprendszerben. Csillagrendszerünk négy óriásbolygója közül a méretét tekintve az utolsó, a tömegét nézve viszont az Uránuszt megelőzve a harmadik legnagyobb. Színe miatt Neptunusról, a tengerek római istenéről nevezték el. Jele az isten háromágú szigonyát jelképezi (Unicode: ♆). 16 ismert holdja van, ezek közül a két ismertebb a Nereida és a Triton.

## Felfedezése

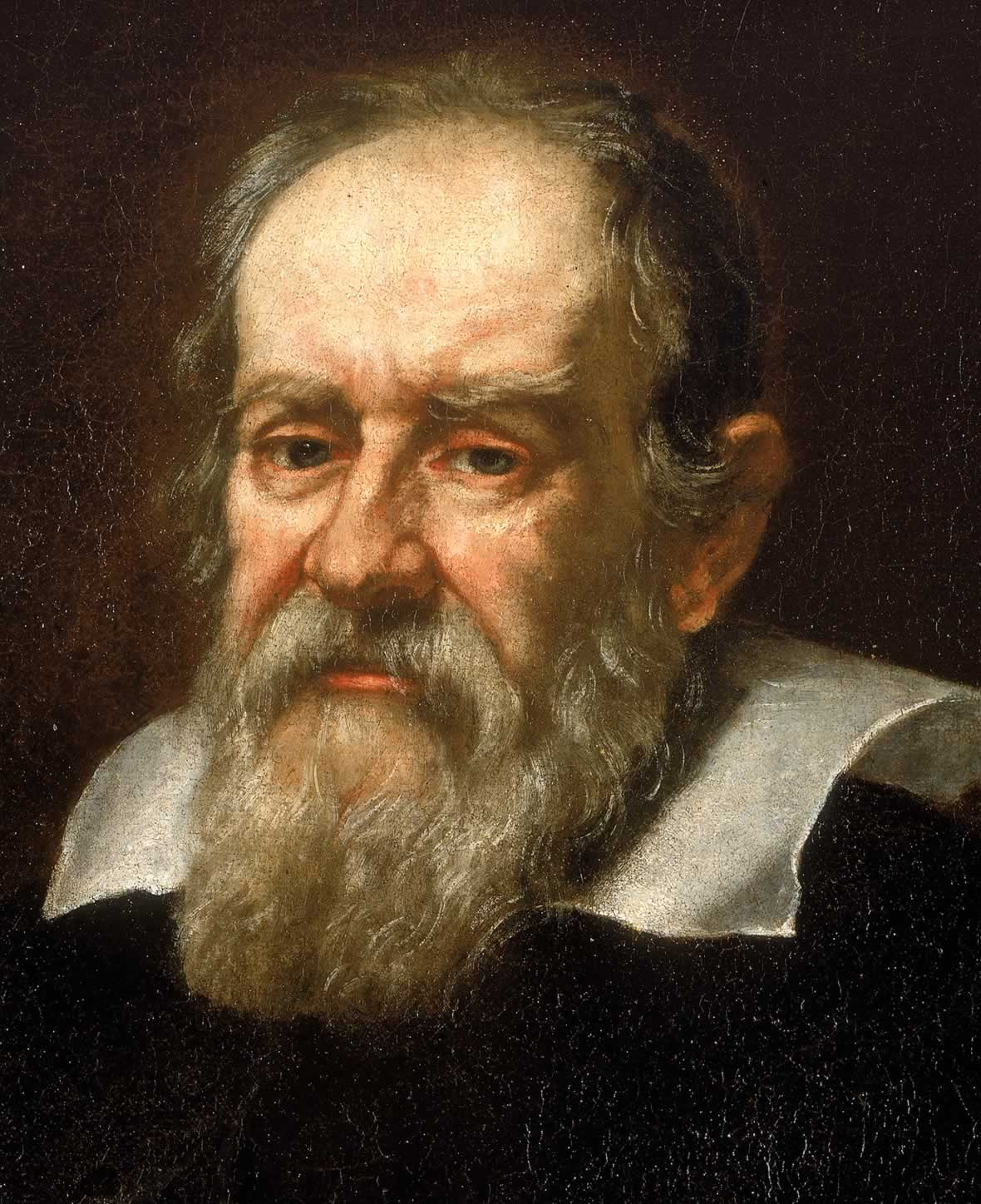
Galileo Galilei

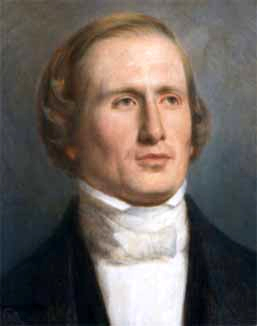
Urbain Le Verrier

Az első ember, aki egyértelmű utalást tett egy Uránuszon túli bolygó létezésére, egy amatőrcsillagász, Hussey tiszteletes, kenti rektor volt. 1834-ben írt erről G. B. Airy cambridge-i professzornak, aki 1835-től királyi csillagász lett. Airy azonban szkeptikus volt, és ebbe Hussey is belenyugodott. John Couch Adams tehetséges angol matematikus 1841-ben határozta el, hogy az Uránusz pályaháborgásait felhasználva kiszámítja egy lehetséges új bolygó koordinátáit. 1845-ben számításai eredményeit elküldte Airy királyi csillagásznak, de megfigyelés nem történt. A francia Urbain Le Verrier hasonló számításokat végzett. Adams és Le Verrier számításai egy fokon belül megegyeztek. De Le Verrier se járt jobban a francia csillagászokkal, ezért írt Johann Gallénak a berlini obszervatóriumba. Így a Neptunuszt az Uránusz mozgásából levezetett perturbációk alapján Galle fedezte fel 1846-ban.
Galileo Galilei már 1613 januárjában észlelte a bolygót, amikor az a Jupiterhez igen közel látszott, és sikerült két egymást követő éjszakán is megfigyelnie. Jegyzeteiből kitűnik, hogy január 28-án észrevette a Neptunusz elmozdulását egy háttércsillaghoz képest, és január 6-án is utólag bejelölt egy pontot a Neptunusz akkori pozíciójában, azaz korábbi jegyzeteiben valószínűleg átnézte a környezetre vonatkozó korábbi észleléseit. Nem ismert viszont olyan bejelentése, amelyben kortársait értesítette volna a felfedezéséről. Galilei Neptunusz megfigyelései 1980-óta ismeretesek, amikor is Charles Thomas Kowal és S. Drake kutatásaik közben fedezték fel őket.

## Keringése és forgása

A Neptunusz keringése animáción

A Neptunusz átlagos keringési távolsága 4,5 milliárd km (30,1 CsE), egy teljes fordulatot 164,79 év alatt tesz meg a Nap körül. Pályájának excentricitása 0,00858587, keringési síkja 1,77°-os szöget zár be az ekliptikával. Tengelyferdesége 28,32°, ami hasonló a Föld, vagy a Mars tengelyferdeségéhez, így a két bolygóhoz hasonló évszakai is vannak, habár ezek a hosszú keringési idő miatt jóval hosszabbak, mint a Földön vagy a Marson. Sziderikus forgási periódusa 15,97 óra, de a többi gázbolygóhoz hasonlóan a különböző szélességi körökön eltérő idő alatt fordul meg. Az egyenlítői régiókban 18 óráig tart egy nap, míg a sarkvidékeken csak 12 óráig. Keringési rezonanciában van a Pluto törpebolygóval: Míg a Neptunusz háromszor kerüli meg a Napot, addig a Pluto kétszer.

## Szerkezete
Az óriásbolygó típusú bolygók közé tartozik, szerkezetét tekintve az Uránuszhoz hasonlít. Tömege 1,0243 ·1026 kg, amivel átmenetet képez a Föld-típusú bolygók és a nagyobb gázóriások között: a tömege a Földének 17-szerese, a Jupiterének pedig 1/19-ed része. Felszíni gravitációja a Jupiter kivételével minden más naprendszerbeli bolygónál nagyobb, noha az csak 20%-kal nagyobb a földinél. Egyenlítői sugara 24 764 km, ami majdnem négyszerese a Földének.

### Belső szerkezete

A Neptunusz belső szerkezete: 1. Felső légkör felhőkkel 2. Hidrogénből, héliumból és metánból álló légkör 3. Víz- ammónia- és metánjég alkotta köpeny 4. Vasból, nikkelből és szilikátokból álló mag

A Neptunusz belső felépítése hasonló az Uránuszéhoz. Légköre a bolygó teljes tömegének 5-10%-át teszi ki, vastagsága pedig 10-20%-a lehet a bolygó sugarának. A légkörtől mélyebben egy vízben, ammóniában és metánban gazdag köpeny helyezkedik el, aminek tömege 10-15-szöröse a Föld tömegének. Itt a hőmérséklet 2000-5000 K, a nyomás pedig a föld felszíni nyomásának több tízmilliószorosa. Ilyen körülmények közt a molekulák atomokra szakadnak és a szén gyémánttá áll össze, ami ekkora nyomáson és hőmérsékleten megolvad. Ez magyarázattal szolgálhat a Neptunusz szokatlan mágneses terére. A bolygó belsejében egy viszonylag kicsi, vasból, nikkelből és szilikátokból álló mag található, amelynek tömege körülbelül megegyezik a Földével. Itt a nyomás eléri a 700 GPa-t, a hőmérséklet pedig az 5400 kelvint.

### Légköre

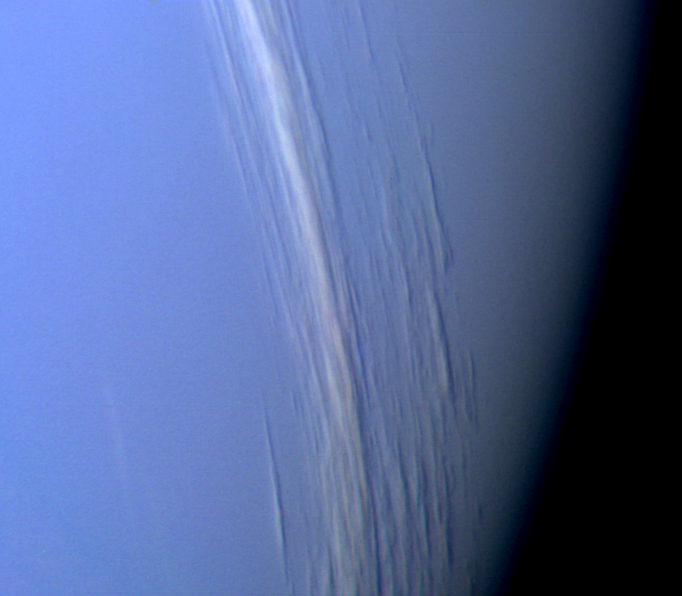
Nagy magasságú felhők a Neptunusz légkörében. Jól megfigyelhető a felhők árnyéka a bolygókorongon

A Neptunusz légköre 80% hidrogénből és 19% héliumból áll, emellett tartalmaz még egy százaléknyi metánt. Ez utóbbi okozza a bolygó jellegzetes kék színét, mivel elnyeli a fényt a vörös és infravörös tartományban. A légkör két fő részre bontható, az alacsonyabban elhelyezkedő troposzférára, ahol a hőmérséklet csökken a magassággal, és a magasabban elhelyezkedő sztratoszférára, ahol a hőmérséklet növekszik a magassággal. A két réteg határán, a tropopauzában a nyomás 10 kPa (a földi nyomás tizede). A sztratoszféra fölött található a termoszféra, afölött pedig a legkülső réteg, az exoszféra.
A Neptunusz légkörében többfajta felhő is található a magasságtól függően. A legmagasabbak 1 bar nyomáson helyezkednek el és fagyott metánból állnak. 1 és 5 bar között ammóniából és hidrogén szulfidból álló felhők találhatók. Mélyebb rétegekben ammónia-, ammónium-szulfid-, hidrogén-szulfid- és vízfelhők helyezkednek el. A bolygó rendelkezik továbbá egy ködréteggel. Ez nagy magasságban helyezkedik el, és hasonlóan a városi szmoghoz, szénhidrogének építik fel. Ez a szmogréteg sokkal ritkább, mint az Uránusz légkörében található, ez okozza a Neptunusz élénkebb színét. A szmog hiányát feltehetőleg az erős függőleges légáramlások okozzák: az emelkedő gáztömegek lehűlnek, jég kondenzálódik ki belőlük a környezetükben található anyagokra, és azokat a mélybe húzzák.

### Magnetoszférája
A Neptunusz magnetoszféra tekintetében is hasonló az Uránuszhoz. Mágneses tengelye 47°-os szöget zár be a forgástengelyével és nem a bolygó centrumán, hanem attól 13500 km-re halad át. Léte a bolygó belsejében található vezető anyag áramlásának köszönhető.

### Gyűrűi

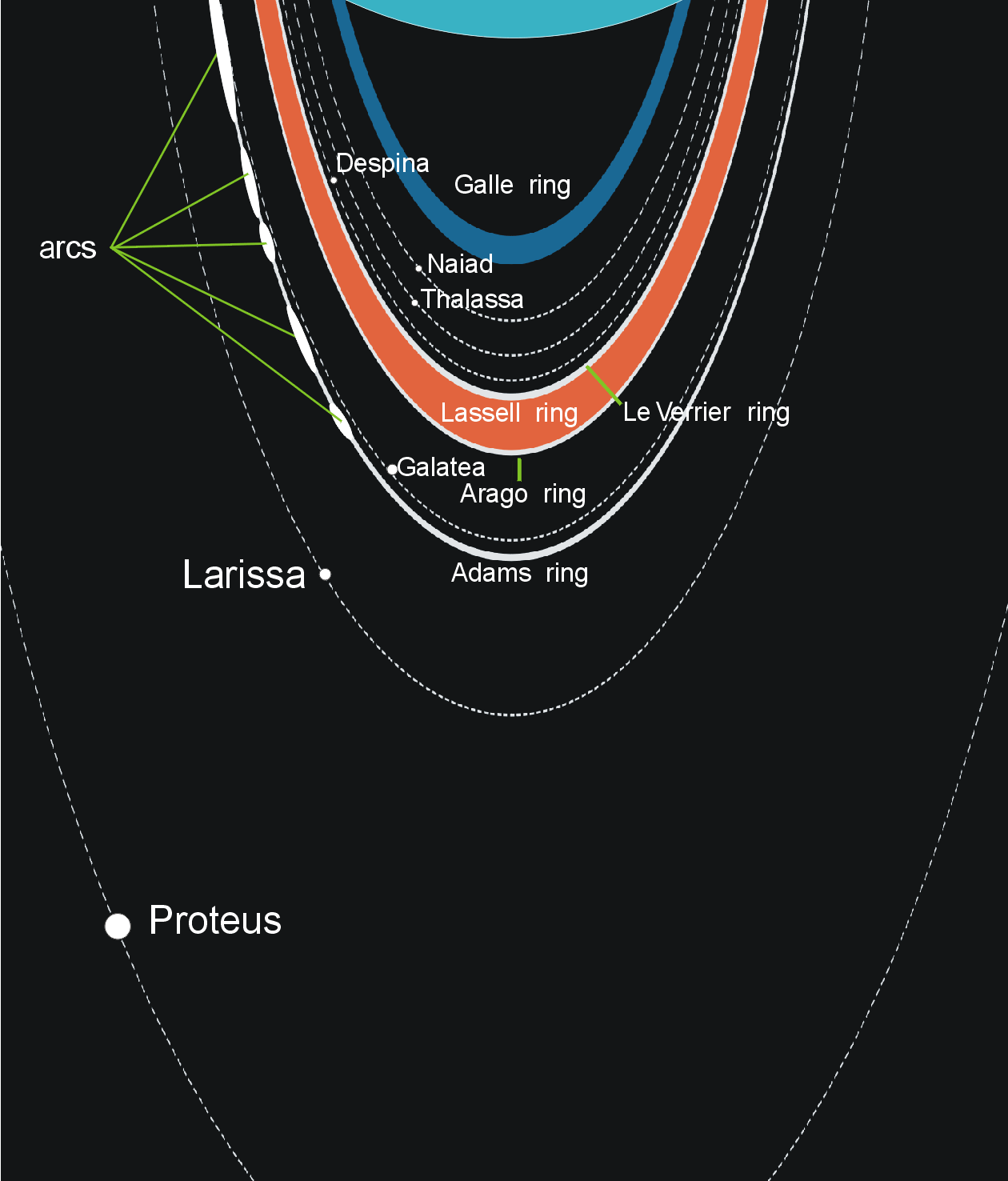
A Neptunusz gyűrűrendszere

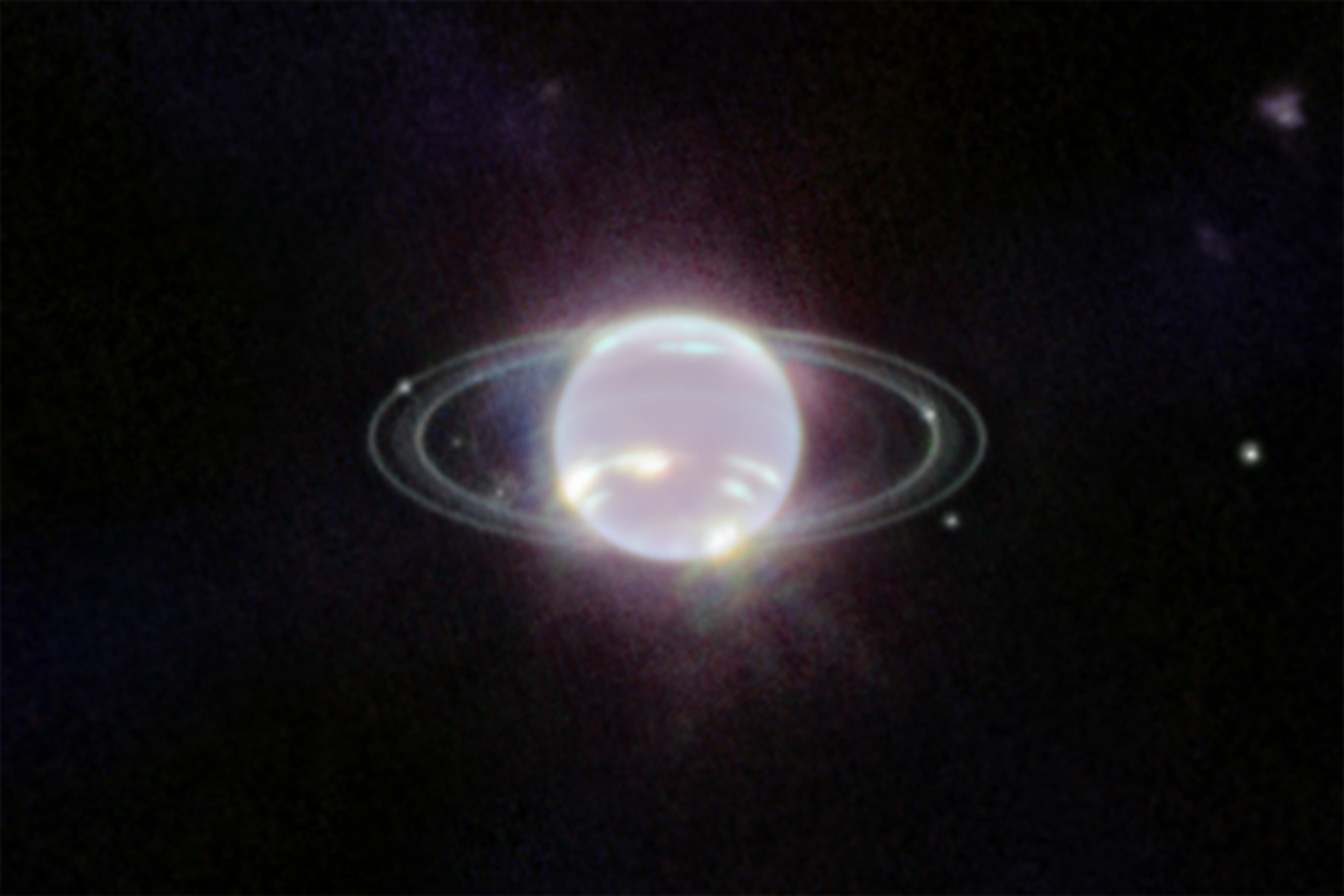
A Neptunusz gyűrűi a James Webb űrtávcső felvételein

A többi gázóriáshoz hasonlóan a Neptunusz is rendelkezik gyűrűkkel, habár kevésbé látványosak azoknál. Összesen öt különálló gyűrűje van, és egy úgynevezett "platója", ami egy roppant kis részecskékből felépülő halvány anyagsáv. A három fényesebbet a bolygó felfedezésében szerepet játszó csillagászokról (Galle, Adams és Leverrier) nevezték el. A gyűrűk nagyon keskenyek: a Galle 15 km széles, a legszélesebb Adams keskenyebb, mint 50 km. A Neptunusz gyűrűrendszerének sajátos megjelenése van. A gyűrűk összefüggő objektumoknak tűnnek, mint a többi óriásbolygónál, azonban feltűnő csomók, vastagabb és vékonyabb szakaszok váltakoznak bennük. A csomókat valószínűleg a gyűrűk közt keringő Galatea apró hold gravitációja terelte össze. A gyűrűk portartalma rendkívül magas, így hátsó megvilágításban látszanak a legjobban. (A sok por valójában egy lapos korongot formál a bolygó körül, amely túlterjed a gyűrűrendszer határain.) A sok por magyarázata a gyűrűt alkotó testek egymással történő ütközésében keresendő, ami legjobban az Adams-gyűrűnél figyelhető meg. Ennél a gyűrűnél nem sokkal beljebb kering a Galatea hold. A kis égitestnek gravitációs hatása hullámokat kelt a gyűrűben, amelyek a Galatea pályamenti sebességével haladnak körbe. Mivel a hold közelebb van a Neptunuszhoz, mint a gyűrűk, ezért gyorsabban kering azoknál. A hullámok így előre haladnak a gyűrűben az anyagot megmozgatva, gyakori ütközéseket kiváltva. A többi óriásbolygóhoz hasonlóan is találhatunk terelőholdakat: a hat belső hold közül négy a gyűrűk között kering. A gyűrűk anyagában megfigyelt további szabálytalanságok még ismeretlen, az eddigieknél kisebb terelőholdak, vagy nagyobb törmelékdarabok létére utalnak.

## Éghajlata

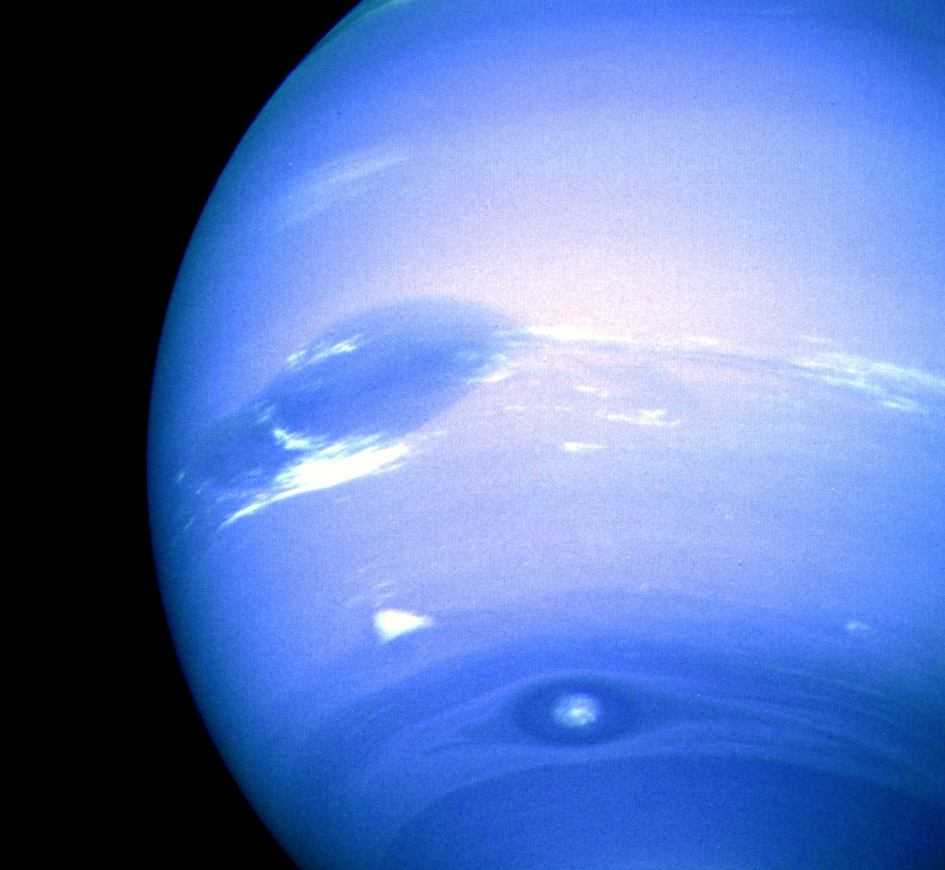
A Nagy Sötét Folt (felül), a „Robogó” (középen), és a 2. Sötét Folt (alul)

A Neptunusz légkörében az egyenlítővel párhuzamos sávokban erős szelek fújnak, továbbá nagy viharok és örvények is előfordulnak. A Neptunuszon fújó szelek sebessége elérheti a 2000 km/h-t is, így ezek a legerősebbek a naprendszerbeli bolygókon uralkodó szelek között. Egyenlítői vidékei a legszelesebbek, itt másodpercenkénti 450 méteres sebességet is elérő nyugati szél fúj. Dél felé a szél sebessége csökken, majd az 50. szélességi foknál megfordul és 300 m/s-os keleti áramlattá erősödik. A pólusok felé haladva a szélsebesség ismét csökken.
A Neptunusz a második leghidegebb bolygó az Uránusz után. Felhőzetében -220 Celsius fokos hőmérséklet a jellemző, átlaghőmérséklete -207 Celsius fok. (Az Uránusz átlaghőmérséklete -213 Celsius fok)
A Neptunusz több energiát sugároz, mint amennyit a Naptól kap, ami azt jelenti, hogy a bolygó belsejében valamilyen belső hőforrásnak kell lennie.
A Voyager szonda látogatásának idején a Neptunusz legszembetűnőbb jellegzetessége a déli féltekén lévő, Föld-méretű Nagy Sötét Folt volt. A Neptunuszon uralkodó szél a Nagy Sötét Foltot 300 m/s sebességgel nyugat felé fújta. A Voyager ugyancsak a bolygó déli féltekén látott egy kis, szabálytalan alakú – robogónak nevezett – fehér felhőt, mely a bolygót mindössze 16 óra alatt kerülte meg. Ettől délebbre egy második, kisebb sötét folt volt látható. Nagy meglepetésre a Hubble űrtávcső 1994-ben készített képei szerint a Nagy Sötét Folt eltűnt. Néhány hónappal később a HST egy újabb sötét foltot észlelt a bolygó északi féltekéjén. Mindezek azt mutatják, hogy a Neptunusz légköre igen gyorsan változik.

## Holdjai

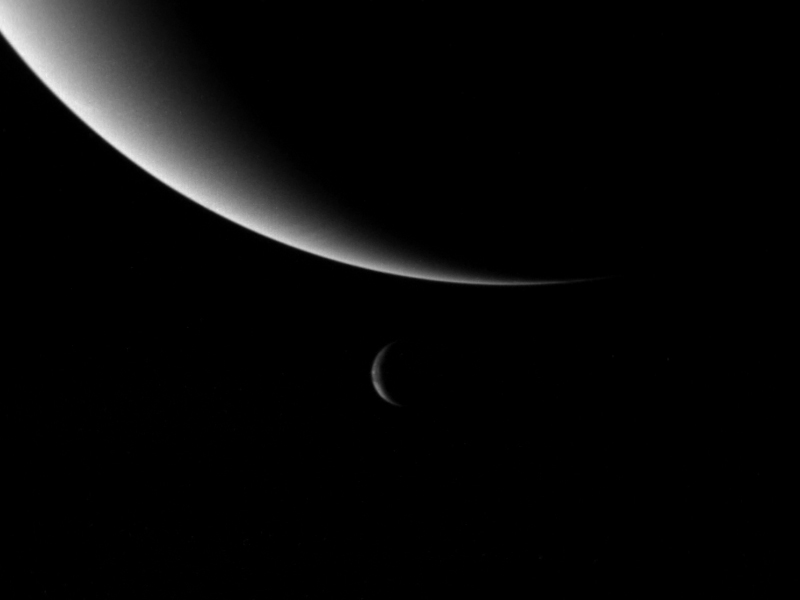
A Neptunusz és a Triton

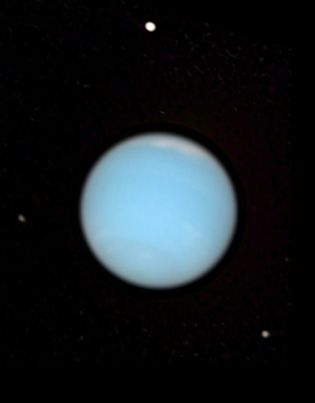
A Neptunusz és három holdja: A Próteusz (fent), a Larissza (jobbra lent) és a Despina (balra)

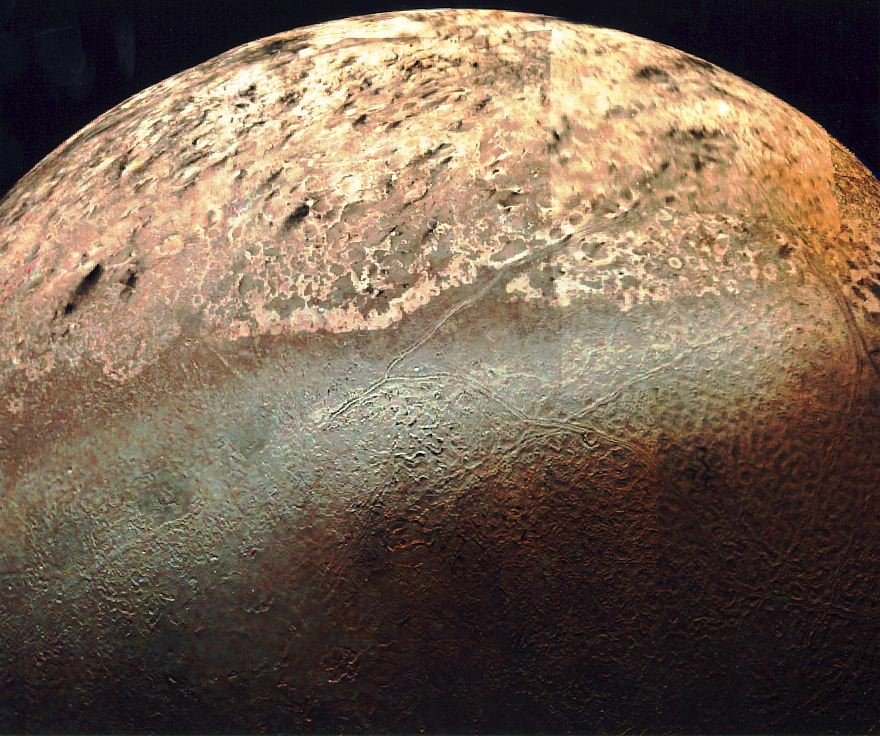
A Triton

A Neptunusznak jelenleg 16 holdját ismerjük. A legnagyobb és legelsőként felfedezett holdja a Triton, ami a holdak össztömegének 99,5%-át teszi ki. Pályája retrográd, ami azt valószínűsíti, hogy nem a Neptunusszal együtt alakult ki, hanem a Kuiper-övben keletkezett, és a bolygó csak később foghatta be. A Triton a leghidegebb égitest, amit valaha űrszondával megvizsgáltak (mindössze 38 K), ez a nagy fényvisszaverő-képességének tudható be. A másodjára felfedezett hold a Nereida, amelynek pályája a legexcentrikusabb a Naprendszerben a bolygók és holdak közül. Excentricitása 0,7512, így amikor távolpontban van hétszer messzebb van a Neptunusztól, mint amikor közelpontban. A Voyager–2 hat újabb holdat fedezett fel, 2002 és 2003 között földi távcsövekkel pedig 5 újabb holdra bukkantak. A holdak közül több retrográd mozgású, ezek a Triton, a Halimede, a Psamathe és a Neso. A Hubble űrtávcső felvételei alapján 2013-ban egy 20 km  átmérőjű apró holdat fedeztek fel.
| Név       | Fél nagytengely | Keringési idő (nap) | Méret/átmérő (km)  | Tömeg (kg)  | Pályahajlás (°) | Excentricitás | Felfedezés |
| --------- | --------------- | ------------------- | ------------------ | ----------- | --------------- | ------------- | ---------- |
| Naiad     | 48 227          | 0,294               | 96x60x52           | 1,9 ·1017   | 4,691           | 0,0003        | 1989       |
| Thalassa  | 50 074          | 0,311               | 108 × 100 × 52     | 3,5 ·1017   | 0,135           | 0,0002        | 1989       |
| Despina   | 52 526          | 0,335               | 180 × 148 × 128    | 2,1 ·1018   | 0,068           | 0,0002        | 1989       |
| Galatea   | 61 953          | 0,429               | 204 × 184 × 144    | 3,75 ·1018  | 0,034           | 0,0001        | 1989       |
| Larissa   | 73 548          | 0,555               | 216 × 204 × 168    | 4,95 ·1018  | 0,205           | 0,0014        | 1981       |
| Proteus   | 117 646         | 1,122               | 436 × 416 × 402    | 5,035 ·1019 | 0,075           | 0,0005        | 1989       |
| Triton    | 354 759         | 5,877               | 2709 × 2706 × 2705 | 2,14 ·1022  | 156,865         | 0,000016      | 1846       |
| Nereida   | 5 513 818       | 360,13              | 340 ± 50           | 2,7 ·1019   | 7,09            | 0,7507        | 1949       |
| Halimede  | 16 611 000      | 1879,08             | ~62                | 1,6 ·1017   | 112,712         | 0,2646        | 2002       |
| Szaó      | 22 228 000      | 2912,72             | ~44                | 6 ·1016     | 53,483          | 0,1365        | 2002       |
| Laomédeia | 23 567 000      | 3171,33             | ~42                | 5 ·1016     | 37,874          | 0,3969        | 2002       |
| Pszamathé | 48 096 000      | 9074,30             | ~40                | 4 ·1016     | 126,312         | 0,3809        | 2003       |
| Nészó     | 49 285 000      | 9740,73             | ~60                | 1,5 ·1017   | 136,439         | 0,5714        | 2002       |

## Megfigyelés
A Neptunuszt nem lehet szabad szemmel megfigyelni, látszólagos fényessége +7,7 és +8 magnitúdó közötti. Teleszkópon vagy erősebb binokuláron keresztül kis kék korongnak fog látszódni, de felszíni részletek csak a legnagyobb távcsövek segítségével láthatók.

## Kutatás
A Neptunuszt eddig csak a Voyager–2 látogatta meg 1989-ben.